# Mikołaj Secygniowski (zm. po 1581)
Mikołaj Secygniowski herbu Jelita (zm. po 1581 roku) – rotmistrz w 1550 roku.
Poseł na sejm piotrkowski 1550 roku z województwa krakowskiego.